# 20-я хромосома человека

Хромосомная идеограмма 20-й хромосомы человека

20-я хромосо́ма челове́ка является частью генома человека и насчитывает более 63 млн пар оснований, что составляет от 2 до 2,5 % всего ДНК-материала клетки.

## Гены
Некоторые гены на хромосоме 20:
- EDN3 — эндотелин 3;
- PANK2 — пантотенат-киназа 2 (мутация вызывает болезнь Галлервордена — Шпатца);
- tTG — тканевая трансглутаминаза (мутация вызывает Целиакию);
- AHCY — гидролаза S-аденосилгомоцистеина;
- ARFGEF2 — фактор 2 гуанин-нуклеотидного обмена АДФ-рибосиляции (ингибитор блефельдина А);
- GSS — глутатион-синтетаза;
- SALL4 — белок sal-like 4 (мутация вызывает синдром радиальных лучей Дуэйна (en));
- VAPB — VAMP (везикуло-ассоциированный мембранный протеин)-связанный белок B и C;
- BMP2 — морфогенетический протеин костей 2 (отвечает за дифференциацию остеобластов);
- GNAS1 — альфа-субъединица Gs (Gs) мембранного G-протеина (гетеротримерный G-белок).

### Плечо p
- CST3 — цистатин C;
- JAG1 — зубец 1 (мутация вызывает синдром Алажилля);
- PRNP — прионный протеин (p27-30) (мутации вызывают Болезнь Крейтцфельдта — Якоба, синдром Герстманна-Страуслера-Шайнкера, Фатальную семейную бессонницу);
- SNAP25 — мембранный белок, компонент белкового комплекса SNARE;
- THBD — тромбомодулин, рецептор тромбина;
- VSX1

### Плечо q
- CTSA — катепсин A;
- EPCR — мембранный белок, рецептор, играющий роль в активации протеина C;
- LBP — липополисахарид-связывающий белок;
- SDC4 — мембранный белок, протеогликан семейства синдеканов;
- SRC — киназа.

## Заболевания
- Галактосиалидоз — CTSA